# Cobb Seamount
Il Cobb Seamount è una montagna sottomarina, e più precisamente un vulcano sottomarino con la forma troncoconica tipica del guyot, situato circa 500 km a ovest di Grays Harbor, nello Stato di Washington degli Stati Uniti d'America.

## Descrizione
Il Cobb Seamount fa parte della catena sottomarina di Cobb-Eickelberg, una catena di vulcani sottomarini creati dal punto caldo di Cobb, che termina vicino alle coste dell'Alaska. Si trova poco a ovest della zona di subduzione della Cascadia, e fu scoperto nel 1950 durante una campagna di esplorazioni del fondale sottomarino eseguite dal vascello da ricerca MV John N. Cobb. Fino al 1967 furono scandagliati oltre 927 km di fondale e raccolte decine di campioni provenienti dal seamount.
Il Cobb Seamount è interessante dal punto di vista geologico per la sua struttura a terrazze e pinnacoli, oltre che per la sua comunità biologica. Come molte altre montagne sottomarine, il Cobb agisce da centro di diversità biologica e supporta un denso ecosistema oceanico. L'accesso relativamente agevole e l'interesse biologico lo hanno reso oggetto di numerose spedizioni di ricerca scientifica.

## Geologia
Il Cobb Seamount si trova circa 430 km al largo della costa dello Stato di Washington, nel bacino della Cascadia profondo 2600 m.
La datazione argon-argon del basalto recuperato dal vulcano, mostra che ha un'età di circa 3,3 milioni di anni.
I fianchi del vulcano hanno pendenze medie di 12° e sono indentate da quattro terrazze sporgenti a varie profondità; questa morfologia è in parte il risultato di un'esposizione subaerea e di un'erosione provocata dal moto ondoso a livello del mare, e in parte dovuta a processi vulcanici molto al di sotto della base delle onde. Il pinnacolo vulcanico è generalmente piatto e definito da un'area piena di cavità che ha una dimensione di circa 880 per 577 metri.